# Heinrich Hansjakob
Heinrich Hansjakob nació 19 de agosto de 1837 en Haslach en el valle del Kinzig. Estudió teología y filología en Friburgo de Brisgovia. A partir de 1869 fue párroco en Hagnau del Lago de Constanza. Desde 1871 a 1880 fue al mismo tiempo diputado en el parlamento badense. El 3 de noviembre de 1881 fundó la primera cooperativa vinícola de Hagnau cuyo presidente fue hasta 1889, aunque a partir de 1884 fue párroco de San Martín en Friburgo. Escribió más de setenta libros. En 1913 volvió a Haslach en el valle del Kinzig donde murió el 23 de junio de 1916.
|                                                                              |
| Tesis doctoral: Los condes de Friburgo de Brisgovia y su lucha con su ciudad |

|                                                                                     |
| En prisión (diario de un mes en la prisión de Rastatt por "insultar a un ministro") |

|                         |
| Gente de la Selva Negra |

|                   |
| Estatua en Hagnau |

## Enlaces
- Wikimedia Commons alberga una categoría multimedia sobre Heinrich Hansjakob.

- Datos: Q1597505
- Multimedia: Heinrich Hansjakob / Q1597505